# Television City Dream
Television City Dream è il nono album della punk band statunitense Screeching Weasel

## Tracce
1. Count To Three
2. Speed Of Mutation
3. Dummy Up
4. Your Morality
5. Dirty Needles
6. Breaking Point
7. Outside Of You
8. We Are The Generation X
9. Identity Crisis
10. The First Day Of Winter
11. Plastic Bag
12. I Don't Give A Fuck
13. Only A Test
14. Pervert At Large
15. Burn It Down

## Formazione
- Ben Weasel - voce, chitarra
- John Jughead - chitarra
- Dan Vapid chitarra, basso
- Mass Giorgini - basso
- Dan Lumley - batteria